# Neostrotia
Neostrotia là một chi bướm đêm thuộc họ Noctuidae.